# 프로이즈볼로프 항등식
프로이즈볼로프 항등식(Proizvolov's identity, -恒等式)은 초등적인 정수론에서 사용되는 항등식의 일종으로, 소비에트 연방의 뱌체슬라프 프로이즈볼로프(Вячесла́в Произволов)가 1985년 소비에트 학생 올림피아드에서 문제로 제시한 것이다.
이는 다음과 같이 공식화할 수 있다. 임의의 자연수 N에 대해 1부터 2N까지 2N개의 자연수가 있다고 하자. 그리고 이를 다음과 같은 단조성을 만족하는 N개의 두 묶음 {A1, ..., AN}, {B1, ..., BN}으로 나눈다.
{\displaystyle A_{1}<A_{2}<\cdots <A_{N}.}
{\displaystyle B_{1}>B_{2}>\cdots >B_{N}.}
그러면, 다음과 같은 항등식이 성립하는데 이를 바로 프로이즈볼로프 항등식이라 한다.
- {\displaystyle |A_{1}-B_{1}|+|A_{2}-B_{2}|+\cdots +|A_{N}-B_{N}|=N^{2}.}

## 사례
예로 1부터 8까지 8개의 숫자를 다음과 같이 배열해 보자.
1 < 3 < 6 < 7
8 > 5 > 4 > 2
그러면,
|1-8| + |3-5| + |6-4| + |7-2| = 7 + 2 + 2 + 5 = 42.